# Nikon D500
La Nikon D500 è una fotocamera reflex digitale (DSLR) prodotta dalla Nikon Corporation, annunciata il 5 gennaio 2016 durante il CES di Las Vegas, nota esposizione annuale del mondo tecnologico negli Stati Uniti. Succede la Nikon D300s ed è stata lanciata sul mercato ad un prezzo di  circa 2000 EURO in Italia. Ha un sensore di 20.9 milioni di pixel, la cadenza di scatto massimo è di 10 fps in modalità af/ae, 200 frame di buffer in raw 14 bit lossless + jpg fine, D500 ha due slot memoria, uno per schede SD e uno per XQD. L'autofocus di cui è dotata ha 153 punti di messa a fuoco di cui 99 a croce, la sensibilità minima dell'af è pari a -4EV. La Nikon D500 ha la modalità video e può fare riprese alle risoluzione 720p, 1080p e 2160p (4k).
La D500 viene messa fuori produzione nel 2022.